# HD 33564
| 太陽 | HD 33564 A |
| ---- | ---------- |
| 太陽 | Exoplanet  |

HD 33564は、きりん座の方角に約68光年の位置に存在する5等級の恒星で、肉眼で見ることができる。F型主系列星であり、太陽よりも熱くて重い。年齢は約22億歳であり、鉄の含量は太陽の76%である。
HD 33564は三重星で、30.3秒離れた位置に9等星のBが、172.9秒離れた位置に9等星のCが存在する。しかし、これらの星の間には、物理的な結びつきはなく、見かけの三重星と考えられる。

## 惑星系
赤外線天文衛星IRASによる観測で、遠赤外線での放射が強いことがわかり、恒星の周囲を取り巻く低温の塵の円盤が存在するものと考えられた。しかし、スピッツァー宇宙望遠鏡による観測では、赤外線は背景の銀河から来ていることが示され、円盤の存在は否定された。
2005年、HD 33564の視線速度を精密に測定し、その時間による変化を分析した結果、恒星の周囲を公転する系外惑星HD 33564 bが発見された。
惑星bの軌道長半径は1.1AUで、一方、楽観的にみたハビタブルゾーンは恒星から1.31--3.00AU離れた領域にあるので、惑星bは概ねハビタブルゾーンより内側に存在するが、離心率が大きく、恒星から最も離れた時の距離は1.43AUに達するため、公転周期の内4割程度はハビタブルゾーンを通っている可能性がある。
| 名称 （恒星に近い順） | 質量     | 軌道長半径 （天文単位） | 公転周期 (日) | 軌道離心率  | 軌道傾斜角 | 半径      |
| --------------------- | -------- | ----------------------- | ------------- | ----------- | ---------- | --------- |
| b                     | > 9.1 MJ | 1.1                     | 388 ± 3       | 0.34 ± 0.02 | —          | 2.0879 RJ |